# Ronde van Italië 2012/Zevende etappe
De zevende etappe van de Ronde van Italië 2012 werd verreden op 12 mei van Recanati naar Rocca di Cambio. Het was een heuvelrit over een afstand van 202 km.

## Verloop
Het vluchterskwartet Matteo Rabottini, Reto Hollenstein, Fumiyuki Beppu en Mirko Selvaggi trok er meteen na de start vandoor en haalde een maximale voorsprong van 9 minuten. Rabottini hield het langst stand. Op de Rocca di Cambo kwam een omvangrijke groep met de favorieten terug. Enkele renners probeerden te ontsnappen maar niemand geraakte echt weg. In de laatste kilometer deed Michele Scarponi een gooi naar de ritzege, maar Paolo Tiralongo reed hem nog voorbij in een laatste krachtinspanning, waarna hij uitgeput over de lijn neerzeeg.
Ryder Hesjedal kreeg de roze trui omdat Adriano Malori de inspanningen van de vorige dag nog niet verteerd had en op 15 kilometer van de finish moest afhaken. Hesjedal is de eerste Canadees in de roze Giro-trui.

## Rituitslag
| Recanati - Rocca di Cambio (202 km) |                    |                         |          |
| Plaats                              | Naam               | Ploeg                   | Tijd     |
| Winnaar                             | Paolo Tiralongo    | Astana Pro Team         | 5u51'03" |
| 2                                   | Michele Scarponi   | Lampre-ISD              | z.t.     |
| 3                                   | Fränk Schleck      | RadioShack-Nissan-Trek  | +3"      |
| 4                                   | Joaquim Rodríguez  | Team Katjoesja          | +5"      |
| 5                                   | Ryder Hesjedal     | Team Garmin-Barracuda   | z.t.     |
| 6                                   | Domenico Pozzovivo | Colnago-CSF Inox        | +9"      |
| 7                                   | Daniel Moreno      | Team Katjoesja          | z.t.     |
| 8                                   | Ivan Basso         | Liquigas-Cannondale     | z.t.     |
| 9                                   | Mikel Nieve        | Euskaltel-Euskadi       | +11"     |
| 10                                  | Gianluca Brambilla | Colnago-CSF Inox        | z.t.     |
|                                     |                    |                         |          |
| 14                                  | Serge Pauwels      | Omega Pharma-Quick Step | z.t.     |
| 21                                  | Tom Slagter        | Rabobank                | z.t.     |

## Klassementen
| Algemeen klassement |                       |                         |           |
| Plaats              | Naam                  | Ploeg                   | Tijd      |
| Roze trui           | Ryder Hesjedal        | Team Garmin-Barracuda   | 26u16'53" |
| 2                   | Paolo Tiralongo       | Astana Pro Team         | +15"      |
| 3                   | Joaquim Rodríguez     | Team Katjoesja          | +17"      |
| 4                   | Christian Vande Velde | Team Garmin-Barracuda   | +21"      |
| 5                   | Peter Stetina         | Team Garmin-Barracuda   | +26"      |
| 6                   | Daniel Moreno         | Team Katjoesja          | z.t.      |
| 7                   | Roman Kreuziger       | Astana Pro Team         | +35"      |
| 8                   | Ivan Basso            | Liquigas-Cannondale     | +40"      |
| 9                   | Damiano Caruso        | Liquigas-Cannondale     | +45"      |
| 10                  | Dario Cataldo         | Omega Pharma-Quick Step | +46"      |
| 11                  | Marco Pinotti         | BMC Racing Team         | z.t.      |
| 12                  | Fränk Schleck         | RadioShack-Nissan-Trek  | +48"      |
| 13                  | Beñat Intxausti       | Team Movistar           | +51"      |
| 14                  | Eros Capecchi         | Liquigas-Cannondale     | +52"      |
| 15                  | Rigoberto Urán        | Sky ProCycling          | +53"      |
| 16                  | Michele Scarponi      | Lampre-ISD              | +54"      |
| 17                  | Serge Pauwels         | Omega Pharma-Quick Step | +57"      |
| 18                  | José Herrada          | Team Movistar           | +58"      |
| 19                  | Giovanni Visconti     | Team Movistar           | +1'04"    |
| 20                  | Tanel Kangert         | Astana Pro Team         | +1'06"    |
|                     |                       |                         |           |
| 33                  | Tom Slagter           | Rabobank                | +1'29"    |

| Puntenklassement |                      |                              |        |
| Plaats           | Naam                 | Ploeg                        | Punten |
| Rode trui        | Matthew Goss         | Orica-GreenEdge              | 65     |
| 2                | Mark Cavendish       | Sky ProCycling               | 53     |
| 3                | Miguel Ángel Rubiano | Androni Giocattoli-Venezuela | 36     |
|                  |                      |                              |        |
| 28               | Olivier Kaisen       | Lotto-Belisol                | 12     |
| 37               | Martijn Keizer       | Vacansoleil-DCM              | 8      |

| Bergklassement |                      |                              |        |
| Plaats         | Naam                 | Ploeg                        | Punten |
| Blauwe trui    | Miguel Ángel Rubiano | Androni Giocattoli-Venezuela | 24     |
| 2              | Michał Gołaś         | Omega Pharma-Quick Step      | 16     |
| 3              | Paolo Tiralongo      | Astana Pro Team              | 9      |
|                |                      |                              |        |
| 15             | Brian Bulgac         | Lotto-Belisol                | 2      |
| 20             | Olivier Kaisen       | Lotto-Belisol                | 1      |

| Jongerenklassement |                |                         |           |
| Plaats             | Naam           | Ploeg                   | Tijd      |
| Witte trui         | Peter Stetina  | Team Garmin-Barracuda   | 26u17'19" |
| 2                  | Damiano Caruso | Liquigas-Cannondale     | +19"      |
| 3                  | Rigoberto Urán | Sky ProCycling          | +27"      |
|                    |                |                         |           |
| 7                  | Tom Slagter    | Rabobank                | +1'03"    |
| 24                 | Julien Vermote | Omega Pharma-Quick Step | + 18'44"  |

| Ploegenklassement |                       |           |
| Plaats            | Ploeg                 | Tijd      |
|                   | Team Garmin-Barracuda | 77u36'14" |
| 2                 | Astana Pro Team       | +39"      |
| 3                 | Liquigas-Cannondale   | +1'09"    |

1e etappe ·
2e etappe ·
3e etappe ·
4e etappe ·
5e etappe ·
6e etappe ·
7e etappe ·
8e etappe ·
9e etappe ·
10e etappe ·
11e etappe ·
12e etappe ·
13e etappe ·
14e etappe ·
15e etappe ·
16e etappe ·
17e etappe ·
18e etappe ·
19e etappe ·
20e etappe ·
21e etappe
Startlijst · Eindstanden · Afbeeldingen